# Marcus Fåglum
Marcus Fåglum Karlsson (Falköping, 20 juli 1994) is een Zweeds wielrenner die anno 2017 rijdt voor Team Tre Berg-PostNord. Hij is de zoon van Jan Karlsson en kleinzoon van Sture Pettersson.

## Overwinningen
2011
 Zweeds kampioen tijdrijden, Junioren
 Zweeds kampioen op de weg, Junioren
2012
 Zweeds kampioen tijdrijden, Junioren
2013
 Zweeds kampioen tijdrijden, Beloften

## Ploegen
- 2014 –  Team Ringeriks-Kraft
- 2015 –  Team Tre Berg-Bianchi
- 2016 –  Team Tre Berg-Bianchi
- 2016 –  Team Tre Berg-PostNord

Bengtsson · Fåglum · Gustavsson · Kastemyr · Larsén · Lundgren · Magnusson · Sandersson · Wetterhall